# Piotr Jarosiewicz
Piotr Jarosiewicz (ur. 28 czerwca 1998 w Lęborku) – polski piłkarz ręczny, lewoskrzydłowy, od 2017 zawodnik Azotów-Puławy.

## Kariera sportowa
Wychowanek Agrykoli Warszawa, z którą w 2015 zdobył srebrny medal mistrzostw Polski juniorów młodszych i został wybrany najlepszym lewoskrzydłowym turnieju finałowego. W latach 2014–2017 był uczniem i zawodnikiem pierwszoligowego SMS-u Gdańsk. W 2017 został graczem Azotów-Puławy, podpisując siedmioletnią umowę. W Superlidze zadebiutował 1 września 2017 w wygranym spotkaniu ze Stalą Mielec (32:23), w którym zdobył jednego gola. W sezonie 2017/2018 rozegrał w najwyższej polskiej klasie rozgrywkowej 16 meczów i rzucił 28 bramek. Ponadto wystąpił w pięciu spotkaniach Pucharu EHF, w których zdobył trzy gole. W sezonie 2018/2019, w którym rozegrał w lidze 17 meczów i rzucił 51 bramek, otrzymał nagrodę dla odkrycia Superligi. Ponadto w sezonie 2018/2019 zanotował siedem występów w Pucharze EHF, w których zdobył 16 goli.
W 2015 uczestniczył w mistrzostwach świata U-19 w Rosji, podczas których zdobył 14 goli w siedmiu meczach. W 2016 wystąpił w mistrzostwach Europy U-18 w Chorwacji, w których rzucił 29 bramek w siedmiu spotkaniach. W 2017 wziął udział w mistrzostwach świata U-19 w Gruzji, w których rozegrał siedem meczów i zdobył 28 goli. W 2018 uczestniczył w mistrzostwach Europy U-20 w Słowenii, podczas których wystąpił w siedmiu spotkaniach i rzucił siedem bramek.
W reprezentacji Polski zadebiutował 3 stycznia 2019 w przegranym meczu towarzyskim z Białorusią (28:30), w którym zdobył dwa gole.

## Sukcesy
Indywidualne
- Odkrycie sezonu 2018/2019 w Superlidze (Azoty-Puławy)[6]

## Statystyki
| Klub                            | Sezon     | Liga      | Liga | Liga | Liga | Puchar Polski | Puchar Polski | Puchar Polski | Puchar EHF | Puchar EHF | Puchar EHF | Razem | Razem | Razem |
| Klub                            | Sezon     | Liga      | M    | B    | Śr.  | M             | B             | Śr.           | M          | B          | Śr.        | M     | B     | Śr.   |
| ------------------------------- | --------- | --------- | ---- | ---- | ---- | ------------- | ------------- | ------------- | ---------- | ---------- | ---------- | ----- | ----- | ----- |
| SMS Gdańsk                      | 2015/2016 | I liga    | 23   | 54   | 2,3  | –             | –             | –             | –          | –          | –          | 23    | 54    | 2,3   |
| SMS Gdańsk                      | 2016/2017 | I liga    | 18   | 72   | 4    | –             | –             | –             | –          | –          | –          | 18    | 72    | 4     |
| Razem                           | Razem     | Razem     | 41   | 126  | 3,1  | –             | –             | –             | –          | –          | –          | 41    | 126   | 3,1   |
| Azoty-Puławy                    | 2017/2018 | Superliga | 16   | 28   | 1,8  | 3             | 7             | 2,3           | 5          | 3          | 0,6        | 24    | 38    | 1,6   |
| Azoty-Puławy                    | 2018/2019 | Superliga | 17   | 51   | 3    | 1             | 4             | 4             | 7          | 16         | 2,3        | 25    | 71    | 2,8   |
| Razem                           | Razem     | Razem     | 33   | 79   | 2,4  | 4             | 11            | 2,8           | 12         | 19         | 1,6        | 49    | 109   | 2,2   |
| Stan na koniec sezonu 2018/2019 |           |           |      |      |      |               |               |               |            |            |            |       |       |       |